# Сан Годенцо
Сан Годенцо (итал. San Godenzo) је насеље у Италији у округу Фиренца, региону Тоскана.
Према процени из 2011. у насељу је живело 496 становника. Насеље се налази на надморској висини од 396 м.

## Становништво
Према резултатима пописа становништва 2011. у општини је живело 1.231 становника.
| 1936. | 1951. | 1961. | 1971. | 1981. | 1991. | 2001. | 2011. |
| ----- | ----- | ----- | ----- | ----- | ----- | ----- | ----- |
| 3.557 | 3.155 | 2.169 | 1.397 | 1.162 | 1.105 | 1.187 | 1.231 |